# (8491) Joelle-gilles
(8491) Joelle-gilles (1989 YL5) – planetoida z pasa głównego asteroid okrążająca Słońce w ciągu 3,76 lat w średniej odległości 2,41 au. Odkryta 28 grudnia 1989 roku.